# 13.ª etapa do Giro d'Italia de 2022
A 13.ª etapa do Giro d'Italia de 2022 teve lugar a 20 de maio de 2022 entre San Remo e Cúneo sobre um percurso de 150 km. O vencedor foi o francês Arnaud Démare da equipa Groupama-FDJ e o espanhol Juan Pedro López conseguiu manter a liderança.

## Classificação da etapa
| Sanremo - Cuneo | etapa plana | (150 km) |

| \| Classificação por etapas \| Classificação por etapas \| Classificação por etapas \| Classificação por etapas \| Classificação por etapas \| \| Ciclista \| Ciclista \| Equipe \| Tempo \| \| \| ------------------------ \| ------------------------ \| ------------------------ \| ------------------------ \| ------------------------ \| \| 1. \| Arnaud Démare \| Groupama-FDJ \| 3h18m16s \| \| \| 2. \| Phil Bauhaus \| Bahrain Victorious \| + 0s \| \| \| 3. \| Mark Cavendish \| Quick-Step Alpha Vinyl \| + 0s \| \| \| 4. \| Fernando Gaviria \| UAE Team Emirates \| + 0s \| \| \| 5. \| Alberto Dainese \| Team DSM \| + 0s \| \| \| 6. \| Simone Consonni \| Cofidis \| + 0s \| \| \| 7. \| Dries De Bondt \| Alpecin-Fenix \| + 0s \| \| \| 8. \| Giacomo Nizzolo \| Israel-Premier Tech \| + 0s \| \| \| 9. \| Andrea Vendrame \| AG2R Citroën Team \| + 0s \| \| \| 10. \| Tobias Bayer \| Alpecin-Fenix \| + 0s \| \| |                  |                        |          |
| |                  |                        |          |
| Fonte: ProCyclingStats |                  |                        |          |
| Classificação por etapas |                  |                        |          |
| Ciclista | Ciclista         | Equipe                 | Tempo    |
| 1. | Arnaud Démare    | Groupama-FDJ           | 3h18m16s |
| 2. | Phil Bauhaus     | Bahrain Victorious     | + 0s     |
| 3. | Mark Cavendish   | Quick-Step Alpha Vinyl | + 0s     |
| 4. | Fernando Gaviria | UAE Team Emirates      | + 0s     |
| 5. | Alberto Dainese  | Team DSM               | + 0s     |
| 6. | Simone Consonni  | Cofidis                | + 0s     |
| 7. | Dries De Bondt   | Alpecin-Fenix          | + 0s     |
| 8. | Giacomo Nizzolo  | Israel-Premier Tech    | + 0s     |
| 9. | Andrea Vendrame  | AG2R Citroën Team      | + 0s     |
| 10. | Tobias Bayer     | Alpecin-Fenix          | + 0s     |

## Classificações ao final da etapa

### Classificação geral(Maglia Rosa)
| \| Classificação geral \| Classificação geral \| Classificação geral \| Classificação geral \| Classificação geral \| \| Ciclista \| Ciclista \| Equipe \| Tempo \| \| \| ------------------- \| ------------------- \| ---------------------------------- \| ------------------- \| ------------------- \| \| 1. \| Juan Pedro López \| Trek-Segafredo \| 54h37m23s \| \| \| 2. \| Richard Carapaz \| Ineos Grenadiers \| + 12s \| \| \| 3. \| João Almeida \| UAE Team Emirates \| + 12s \| \| \| 4. \| Jai Hindley \| Bora-Hansgrohe \| + 20s \| \| \| 5. \| Guillaume Martin \| Cofidis \| + 28s \| \| \| 6. \| Mikel Landa \| Bahrain Victorious \| + 29s \| \| \| 7. \| Domenico Pozzovivo \| Intermarché-Wanty-Gobert Matériaux \| + 54s \| \| \| 8. \| Emanuel Buchmann \| Bora-Hansgrohe \| + 1m09s \| \| \| 9. \| Pello Bilbao \| Bahrain Victorious \| + 1m22s \| \| \| 10. \| Alejandro Valverde \| Movistar Team \| + 1m23s \| \| |                    |                                    |           |
| |                    |                                    |           |
| Fonte: ProCyclingStats |                    |                                    |           |
| Classificação geral |                    |                                    |           |
| Ciclista | Ciclista           | Equipe                             | Tempo     |
| 1. | Juan Pedro López   | Trek-Segafredo                     | 54h37m23s |
| 2. | Richard Carapaz    | Ineos Grenadiers                   | + 12s     |
| 3. | João Almeida       | UAE Team Emirates                  | + 12s     |
| 4. | Jai Hindley        | Bora-Hansgrohe                     | + 20s     |
| 5. | Guillaume Martin   | Cofidis                            | + 28s     |
| 6. | Mikel Landa        | Bahrain Victorious                 | + 29s     |
| 7. | Domenico Pozzovivo | Intermarché-Wanty-Gobert Matériaux | + 54s     |
| 8. | Emanuel Buchmann   | Bora-Hansgrohe                     | + 1m09s   |
| 9. | Pello Bilbao       | Bahrain Victorious                 | + 1m22s   |
| 10. | Alejandro Valverde | Movistar Team                      | + 1m23s   |

### Classificação por pontos(Maglia Ciclamino)
| Classificação por pontos | Classificação por pontos | Classificação por pontos        | Classificação por pontos | Classificação por pontos |
| Ciclista                 | Ciclista                 | Equipe                          | Pontos                   |                          |
| ------------------------ | ------------------------ | ------------------------------- | ------------------------ | ------------------------ |
| 1.                       | Arnaud Démare            | Groupama-FDJ                    | 238 pts                  |                          |
| 2.                       | Mark Cavendish           | Quick-Step Alpha Vinyl          | 121 pts                  |                          |
| 3.                       | Fernando Gaviria         | UAE Team Emirates               | 117 pts                  |                          |
| 4.                       | Mathieu van der Poel     | Alpecin-Fenix                   | 90 pts                   |                          |
| 5.                       | Alberto Dainese          | Team DSM                        | 81 pts                   |                          |
| 6.                       | Giacomo Nizzolo          | Israel-Premier Tech             | 77 pts                   |                          |
| 7.                       | Phil Bauhaus             | Bahrain Victorious              | 72 pts                   |                          |
| 8.                       | Filippo Tagliani         | Drone Hopper-Androni Giocattoli | 70 pts                   |                          |
| 9.                       | Simone Consonni          | Cofidis                         | 67 pts                   |                          |
| 10.                      | Thomas De Gendt          | Lotto-Soudal                    | 53 pts                   |                          |

### Classificação da montanha(Maglia Azzurra)
| Classificação da montanha | Classificação da montanha | Classificação da montanha       | Classificação da montanha | Classificação da montanha |
| Ciclista                  | Ciclista                  | Equipe                          | Pontos                    |                           |
| ------------------------- | ------------------------- | ------------------------------- | ------------------------- | ------------------------- |
| 1.                        | Diego Rosa                | Eolo-Kometa                     | 83 pts                    |                           |
| 2.                        | Koen Bouwman              | Jumbo-Visma                     | 69 pts                    |                           |
| 3.                        | Lennard Kämna             | Bora-Hansgrohe                  | 43 pts                    |                           |
| 4.                        | Jai Hindley               | Bora-Hansgrohe                  | 40 pts                    |                           |
| 5.                        | Bauke Mollema             | Trek-Segafredo                  | 30 pts                    |                           |
| 6.                        | Wout Poels                | Bahrain Victorious              | 27 pts                    |                           |
| 7.                        | Natnael Tesfatsion        | Drone Hopper-Androni Giocattoli | 26 pts                    |                           |
| 8.                        | Davide Formolo            | UAE Team Emirates               | 25 pts                    |                           |
| 9.                        | Mirco Maestri             | Eolo-Kometa                     | 20 pts                    |                           |
| 10.                       | Eduardo Sepúlveda         | Drone Hopper-Androni Giocattoli | 19 pts                    |                           |

### Classificação dos jovens(Maglia Bianca)
| Classificação dos jovens | Classificação dos jovens | Classificação dos jovens | Classificação dos jovens | Classificação dos jovens |
| Ciclista                 | Ciclista                 | Equipe                   | Tempo                    |                          |
| ------------------------ | ------------------------ | ------------------------ | ------------------------ | ------------------------ |
| 1.                       | Juan Pedro López         | Trek-Segafredo           | 54h37m23s                |                          |
| 2.                       | João Almeida             | UAE Team Emirates        | + 12s                    |                          |
| 3.                       | Thymen Arensman          | Team DSM                 | + 1m27s                  |                          |
| 4.                       | Iván Ramiro Sosa         | Movistar Team            | + 7m39s                  |                          |
| 5.                       | Pavel Sivakov            | Ineos Grenadiers         | + 12m15s                 |                          |
| 6.                       | Santiago Buitrago        | Bahrain Victorious       | + 12m17s                 |                          |
| 7.                       | Mauri Vansevenant        | Quick-Step Alpha Vinyl   | + 18m21s                 |                          |
| 8.                       | Vadim Pronskiy           | Astana Qazaqstan Team    | + 22m33s                 |                          |
| 9.                       | Luca Covili              | Bardiani CSF Faizanè     | + 24m44s                 |                          |
| 10.                      | Gijs Leemreize           | Jumbo-Visma              | + 25m42s                 |                          |

### Classificação por equipas"Super team"
| Classificação por equipes | Classificação por equipes          | Classificação por equipes | Classificação por equipes |
| Equipe                    | Equipe                             | Tempo                     |                           |
| ------------------------- | ---------------------------------- | ------------------------- | ------------------------- |
| 1.                        | Intermarché-Wanty-Gobert Matériaux | 163h44m11s                |                           |
| 2.                        | Bora-Hansgrohe                     | + 2m52s                   |                           |
| 3.                        | Bahrain Victorious                 | + 7m09s                   |                           |
| 4.                        | Trek-Segafredo                     | + 19m32s                  |                           |
| 5.                        | Jumbo-Visma                        | + 19m45s                  |                           |
| 6.                        | Ineos Grenadiers                   | + 25m05s                  |                           |
| 7.                        | Team DSM                           | + 25m21s                  |                           |
| 8.                        | Movistar Team                      | + 26m43s                  |                           |
| 9.                        | Astana Qazaqstan Team              | + 40m10s                  |                           |
| 10.                       | UAE Team Emirates                  | + 44m52s                  |                           |

## Abandonos
Romain Bardet, doente, não completou a etapa.